# Eaglesfield (Escocia)
Eaglesfield es una localidad situada en el sureste de Dumfriesshire (Dumfries y Galloway), Escocia. Tiene una población estimada, a mediados de 2020, de 660 habitantes.
Está ubicada cerca de la frontera anglo-escocesa.

## Historia
El nombre "Eaglesfield" es de origen antiguo. Existe cierto debate sobre el origen del primer elemento del nombre, que se pudiera derivar de la palabra celta para una iglesia: eglwys, en galés moderno, o eaglais, en gaélico escocés moderno.
Muchos de los edificios son de reciente construcción, a partir de los siglos XIX y XX. La localidad es un buen ejemplo de un asentamiento lineal, dado que la mayor parte se encuentra en los alrededores de un solo camino.
La localidad más cercana a Eaglesfield es Annan, que se encuentra a unos 11 kilómetros de distancia.